# 小久保悟
小久保 悟（こくぼ さとる、1967年12月29日 - ）は、鹿児島県鹿児島市出身の元サッカー選手、指導者。現役時代のポジションはフォワード。

## 来歴
鹿児島商業高校では1学年上に池ノ上俊一がいる。東海大学を卒業後、1990年に日本サッカーリーグの古河電気工業サッカー部に加入。JSL1部第1節の、ヤマハ発動機戦でリーグ戦デビューを果たし、この試合で初アシストを記録した。1990-91シーズンにはリーグ戦通算11試合に出場したが、翌1991-92シーズンは4試合の出場に留まった。1992年、ジェフユナイテッド市原とプロ契約を結ぶも同年限りで退団。
引退後は郷里の鹿児島に戻り、1993年に創部されたばかりの鹿児島城西高校のサッカー部の監督に就任。就任7年目の2000年に高校選手権初出場、10年目の2003年にはプリンスリーグ九州で初優勝。2008年には大迫勇也らを擁して2度目のプリンスリーグ九州優勝、高校選手権では準優勝に導いた。2018年、同校のサッカー部総監督に就任した。

## 個人成績
| 国内大会個人成績 | 国内大会個人成績 | 国内大会個人成績 | 国内大会個人成績 | 国内大会個人成績 | 国内大会個人成績 | 国内大会個人成績 | 国内大会個人成績 | 国内大会個人成績 | 国内大会個人成績 | 国内大会個人成績 | 国内大会個人成績 |
| 年度             | クラブ           | 背番号           | リーグ           | リーグ戦         | リーグ戦         | リーグ杯         | リーグ杯         | オープン杯       | オープン杯       | 期間通算         | 期間通算         |
| 年度             | クラブ           | 背番号           | リーグ           | 出場             | 得点             | 出場             | 得点             | 出場             | 得点             | 出場             | 得点             |
| 日本             | 日本             | 日本             | 日本             | リーグ戦         | リーグ戦         | リーグ杯         | リーグ杯         | 天皇杯           | 天皇杯           | 期間通算         | 期間通算         |
| ---------------- | ---------------- | ---------------- | ---------------- | ---------------- | ---------------- | ---------------- | ---------------- | ---------------- | ---------------- | ---------------- | ---------------- |
| 1990-91          | 古河             | 14               | JSL1部           | 11               | 0                | 5                | 1                | 1                | 0                | 17               | 1                |
| 1991-92          | 古河             | 14               | JSL1部           | 4                | 0                | 1                | 0                |                  |                  |                  |                  |
| 1992             | 市原             | -                | J                | -                | -                | 0                | 0                |                  |                  |                  |                  |
| 通算             | 日本             | 日本             | J                | 0                | 0                | 0                | 0                |                  |                  |                  |                  |
| 通算             | 日本             | 日本             | JSL1部           | 15               | 0                | 6                | 1                | 0                | 0                |                  |                  |
| 総通算           | 総通算           | 総通算           | 総通算           | 15               | 0                | 6                | 1                |                  |                  |                  |                  |

1990-91シーズン天皇杯1回戦、京産大戦については不明